# Castelmoron-sur-Lot
Castelmoron-sur-Lot är en kommun i departementet Lot-et-Garonne i regionen Nouvelle-Aquitaine i sydvästra Frankrike. Kommunen ligger i kantonen Castelmoron-sur-Lot som tillhör arrondissementet Marmande. År 2022 hade Castelmoron-sur-Lot 1 830 invånare.

## Befolkningsutveckling
Antalet invånare i kommunen Castelmoron-sur-Lot
| Referens: INSEE |